# Tetragnatha strandi
Tetragnatha strandi este o specie de păianjeni din genul Tetragnatha, familia Tetragnathidae, descrisă de Lessert, 1915. Conține o singură subspecie: T. s. melanogaster.